# Michał Baran
Michał Baran – polski koszykarz i trener koszykarski, występujący w czasie kariery zawodniczej na pozycji rozgrywającego.
Absolwent Szkoły Trenerów Polskiego Związku Koszykówki.
W czerwcu 2014 został szkoleniowcem Mosiru Krosno. 30 listopada 2017 opuścił klub Miasta Szkła Krosno.

## Osiągnięcia
Na podstawie, o ile nie zaznaczono inaczej.

### Zawodnicze
- Awans do II ligi z Mosirem Krosno

### Trenerskie
Drużynowe
- Brąz I ligi (2015)[3]
- Awans do:
  - TBL (2016)
  - I ligi (2011 jako asystent)

Indywidualne
- Trener roku I ligi (2016)[4]
- Najpopularniejszy trener Podkarpackiego Trójmiasta (2015)[5]